# Novodvorivka, Rozivka
Novodvorivka (în ucraineană Новодворівка, în germană Neuhof) este un sat în comuna Novomlînivka din raionul Rozivka, regiunea Zaporijjea, Ucraina. Satul a fost locuit de germanii pontici.  

## Demografie
Componența lingvistică a localității Novodvorivka
     Ucraineană (94,86%)
     Rusă (5,14%)
Conform recensământului din 2001, majoritatea populației localității Novodvorivka era vorbitoare de ucraineană (94,86%), existând în minoritate și vorbitori de rusă (5,14%).